# Лухаметса
Лухаметса (ест. Luhametsa, виро Luhamõtsa) — село в Естонії, входить до складу волості Антсла, повіту Вирумаа.